# Мария Сервантес Балмори
Мария Сервантес Балмори (на испански: María Cervantes Balmori) е мексиканска писателка, сценаристка и драматург. Кариерата си като сценарист реализира в компания Телевиса. Завършва драматична литература и театър в УНАМ и е част от първото поколение сценаристи на Центъра за обучение на сценаристи в Телевиса. 

## Творчество

### Адаптации
- Лайк (2018-2019) с Луис Мариани и Мариана Палос, сюжет от Педро Муньос[1]
- Да се будя с теб (2016-2017) с Луис Мариани, оригинал от Хуан Карлос Перес Флорес и Адриана Суарес[2]
- Италианската булка (2014-2015) с Луис Мариани, оригинал от Делия Гонсалес Маркес[3]
- Miss XV (2012) с Педро Армандо Родригес, Мариана Палос, оригинал от Едмундо Баес и Рене Муньос
- Момичето на моето сърце (2010) с Педро Армандо Родригес, Алехандра Ромеро Меса и Хосе Йерфино, оригинал от Абел Санта Крус
- Лятото на любовта (2009) с Педро Армандо Родригес и Алехандра Ромеро Меса, оригинал от Крис Морена
- Лола, имало една време (2007-2008) с Педро Армандо Родригес и Алехандра Ромеро Меса, оригинал от Крис Морена
- Първа и трета част на Непокорните (2004-2006) с Педро Армандо Родригес и Алехандра Ромеро Меса, оригинал от Крис Морена
- Клас 406 (2002-2003) с Педро Армандо Родригес, оригинал от Диего Виванко, Сандра Рита Паба и Ана Мария Пара[4]
- Първа любов... три години по-късно (2001) с Иса Лопес
- Първа любов (2000-2001) с Иса Лопес, оригинал от Хорхе Дуран Чавес, Едмундо Баес и Рене Муньос[5]
- Циганска любов (1999) с Катя Родригес Естрада, оригинал от Олга Руилопес
- Моя малка палавница (1997-1998) с Катя Родригес Естрада, оригинал от Абел Санта Крус[6]

## Награди и номинации
| Година | Теленовела         | Церемония                     | Категория                        | Резултат   |
| ------ | ------------------ | ----------------------------- | -------------------------------- | ---------- |
| 2019   | Лайк               | Награди TVyNovelas            | Най-добър сценарий или адаптация | Номинирана |
| 2016   | Италианската булка | Награди TVyNovelas            | Най-добра история или адаптация  | Номинирана |
| 2015   | Италианската булка | Награди Kid Choice México     | Любима програма                  | Номинирана |
| 2013   | Miss XV            | Награди TVyNovelas            | Най-добър сериал                 | Номинирана |
| 2012   | Miss XV            | Награди Kids Choice Argentina | Любима програма                  | Номинирана |
| 2012   | Miss XV            | Награди Kid Choice México     | Любима програма                  | Печели     |
| 2001   | Първа любов        | Награди Eres                  | Любима програма                  | Печели     |